# Vulcanoid

Sơ đồ cho thấy khu vực tiểu hành tinh vulcanoid.

Vulcanoid là một quần thể giả thuyết của các tiểu hành tinh quay quanh Mặt Trời trong vùng ổn định động bên trong quỹ đạo của Sao Thủy. Chúng được đặt theo tên của hành tinh giả thuyết Vulcan, sự tồn tại của nó đã không được chứng minh vào năm 1915 với sự ra đời của thuyết tương đối rộng. Cho đến nay, không có vulcanoid nào được phát hiện, và vẫn chưa rõ liệu có tồn tại hay không.
Nếu chúng tồn tại, các vulcanoid sẽ khó bị phát hiện vì chúng sẽ rất nhỏ và gần ánh sáng chói của Mặt Trời. Do sự gần gũi của chúng với Mặt Trời, các tìm kiếm từ mặt đất chỉ có thể được thực hiện trong thời gian hoàng hôn hoặc nhật thực. Bất kỳ vulcanoid nào cũng phải có đường kính trong khoảng 100 mét (330 ft) đến 6 km (3,7 mi) và có lẽ nằm trong các quỹ đạo gần tròn gần rìa ngoài của vùng ổn định hấp dẫn.
Các vulcanoid, nếu chúng được tìm thấy, có thể cung cấp cho các nhà khoa học vật liệu từ thời kỳ đầu tiên hình thành hành tinh, cũng như hiểu biết về các điều kiện phổ biến trong Hệ Mặt Trời đầu tiên. Mặc dù mọi khu vực ổn định hấp dẫn khác trong Hệ Mặt trời đã được tìm thấy có chứa các vật thể, nhưng các lực không hấp dẫn (như hiệu ứng Yarkovsky) hoặc ảnh hưởng của một hành tinh di cư trong giai đoạn đầu phát triển của Hệ Mặt trời có thể đã làm cạn kiệt khu vực này bất kỳ tiểu hành tinh nào có thể đã ở đó.

## Lịch sử và quan sát

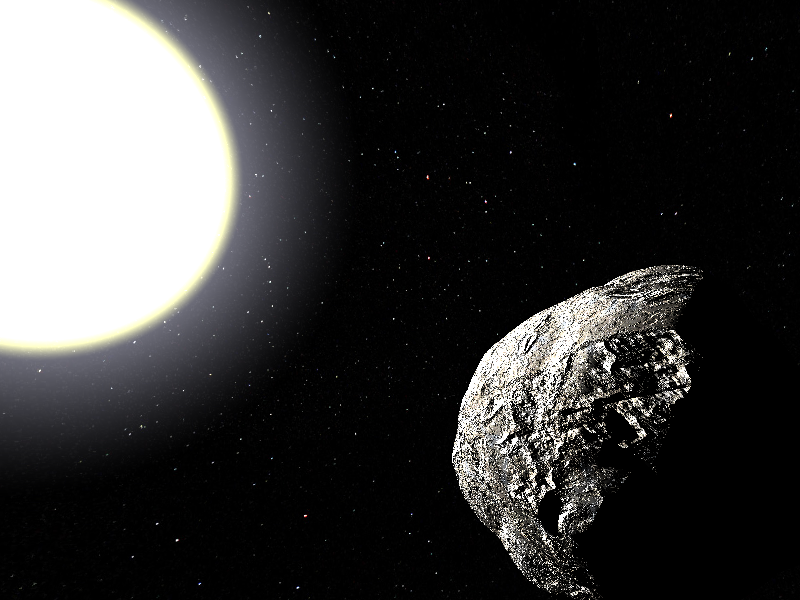
Ấn tượng của hoạ sĩ về một tiểu hành tinh vulcanoid.

Các thiên thể nằm bên trong quỹ đạo của Sao Thủy đã được đưa ra giả thuyết và được tìm kiếm trong nhiều thế kỷ. Nhà thiên văn học người Đức Christoph Scheiner nghĩ rằng ông đã nhìn thấy các vật thể nhỏ đi qua trước Mặt trời vào năm 1611, nhưng những thứ này sau đó được hiển thị là vết đen mặt trời. Vào những năm 1850, Urbain Le Verrier đã thực hiện các tính toán chi tiết về quỹ đạo của Sao Thủy và tìm thấy một sự khác biệt nhỏ trong suy đoán sai lầm của hành tinh từ các giá trị dự đoán. Ông yêu cầu rằng ảnh hưởng của lực hấp dẫn của một hành tinh nhỏ hoặc vòng các tiểu hành tinh trong quỹ đạo của Sao Thủy sẽ giải thích cho sự sai lệch. Ngay sau đó, một nhà thiên văn nghiệp dư tên là Edmond Lescarbault tuyên bố đã nhìn thấy hành tinh được đề xuất của Le Verrier trên Mặt trời. Hành tinh mới nhanh chóng được đặt tên là Vulcan nhưng không bao giờ được nhìn thấy nữa và hành vi dị thường của quỹ đạo của Sao Thủy đã được giải thích bằng lý thuyết tương đối tổng quát của Einstein vào năm 1915. Các vulcanoid lấy tên từ hành tinh giả thuyết này. Những gì Lescarbault nhìn thấy có lẽ là một vết đen mặt trời khác.

## Quỹ đạo
Vulcanoid là một tiểu hành tinh trên quỹ đạo ổn định với bán trục lớn nhỏ hơn Sao Thủy (tức là 0,387 AU). Điều này không bao gồm các vật thể như sao chổi sung, mặc dù chúng có củng điểm bên trong quỹ đạo của Sao Thủy, có trục bán chính lớn hơn nhiều. Vùng này, được đại diện bởi vùng màu da cam, trong đó các núi lửa có thể tồn tại, so với quỹ đạo của Sao Thủy, Sao Kim và Trái Đất Các vulcanoid được cho là tồn tại trong một dải ổn định hấp dẫn bên trong quỹ đạo của Sao Thủy, ở khoảng cách 0,06 - 0,21 AU từ Mặt trời. Tất cả các vùng ổn định tương tự khác trong Hệ Mặt trời đã được tìm thấy có chứa các vật thể, mặc dù các lực không hấp dẫn như áp suất bức xạ, Poynting cảm thấy Robertson kéo và hiệu ứng Yarkovsky có thể đã làm suy giảm khu vực vulcanoid của lượng chứa ban đầu của nó. Có thể có không quá 300 - 900 vulcanoid lớn hơn 1 km (0,62 mi) trong bán kính, nếu có. Sự ổn định về lực hấp dẫn của khu vực núi lửa là một phần do thực tế là chỉ có một hành tinh lân cận. Về mặt đó, nó có thể được so sánh với vành đai Kuiper.

## Đặc điểm vật lý
Bất kỳ vulcanoid nào tồn tại phải tương đối nhỏ. Các tìm kiếm trước đây, đặc biệt là từ tàu vũ trụ STEREO, loại trừ các tiểu hành tinh có đường kính lớn hơn 6 km (3,7 mi). Kích thước tối thiểu là khoảng 100 mét (330 ft); các hạt nhỏ hơn 0,2 μm bị đẩy mạnh bởi áp suất bức xạ và các vật thể nhỏ hơn 70 m sẽ bị hút vào Mặt trời bởi lực kéo Poynting của Robertson. Giữa các giới hạn trên và dưới này, một quần thể các tiểu hành tinh có đường kính từ 1 km (0,62 dặm) đến 6 km (3,7 dặm) được cho là có thể. Chúng sẽ gần như đủ nóng để phát sáng màu đỏ nóng.
Người ta cho rằng các vulcanoid sẽ rất giàu các nguyên tố có điểm nóng chảy cao, chẳng hạn như sắt và niken. Chúng không có khả năng sở hữu một regolith vì vật liệu bị phân mảnh này nóng lên và nguội đi nhanh hơn, và bị ảnh hưởng mạnh mẽ hơn bởi hiệu ứng Yarkovsky, hơn là đá rắn. Các vulcanoid có lẽ tương tự như Sao Thủy về màu sắc và suất phản chiểu, và có thể chứa vật liệu còn sót lại từ giai đoạn đầu tiên của sự hình thành Hệ Mặt trời.
Có bằng chứng cho thấy Sao Thủy bị tấn công bởi một vật thể lớn tương đối muộn trong quá trình phát triển của nó, một vụ va chạm đã tước đi phần lớn lớp vỏ và lớp phủ của Sao Thủy, và giải thích độ mỏng của lớp phủ của Sao Thủy so với lớp phủ của mặt đất khác những hành tinh. Nếu một tác động như vậy xảy ra, phần lớn các mảnh vụn có thể vẫn quay quanh Mặt trời trong khu vực vulcanoid.

## Ý nghĩa
Vulcanoid, là một lớp thiên thể hoàn toàn mới, sẽ rất thú vị theo cách riêng của chúng, nhưng khám phá liệu chúng có tồn tại hay không sẽ mang lại hiểu biết sâu sắc về sự hình thành và tiến hóa của Hệ Mặt trời. Nếu chúng tồn tại, chúng có thể chứa vật chất còn sót lại từ thời kỳ hình thành hành tinh sớm nhất, và giúp xác định các điều kiện theo đó các hành tinh trên mặt đất, đặc biệt là Sao Thủy, hình thành. Đặc biệt, nếu các vulcanoid tồn tại hoặc tồn tại trong quá khứ, chúng sẽ đại diện cho một quần thể tác động bổ sung không ảnh hưởng đến hành tinh nào khác ngoài Sao Thủy, làm cho bề mặt hành tinh đó trông già hơn so với thực tế. Nếu tìm thấy các vulcanoid không tồn tại, điều này sẽ đặt ra những hạn chế khác nhau đối với sự hình thành hành tinh và gợi ý rằng các quá trình khác đã hoạt động trong vùng trong Hệ Mặt Trời, chẳng hạn như di chuyển hành tinh ra khỏi khu vực.